# جو جونگ اون
جو جونگ اون (به کره‌ای:조정은) (زاده ۱۰ مارس ۱۹۹۶ در سئول) بازیگر در کره جنوبی است.
او نخستین بار کار خود را در سال ۲۰۰۳ آغاز کرد و با بازی نقش کودکی یانگ‌گوم درجواهری در قصر مشهور شد 
و بعد ها در فیلم ها و سریالهای زیادی ظاهر شد و با نقش آفرینی در نقش های مختلف در سریالها و فیلم های مختلف، کار خود را ادامه داد.و همچنین در جونگ میونگ هم در نقش نوجوانی کیم گی شی ظاهر شد

## سریالها
1. جواهری در قصر (۲۰۰۳)
2. یک در صد از هیچ چیز (۲۰۰۳)
3. خانه آپکوجونگ (۲۰۰۳)
4. پادشاه و من (۲۰۰۷)
5. پادشاه پختن،کیم تاک گو (۲۰۱۰)
6. سابقه بازجویی راز (۲۰۱۰)
7. دادستان خون آشام (۲۰۱۱)
8. ملکه این سو (۲۰۱۱)
9. رویای بزرگ ۲ (۲۰۱۲)
10. مامان ساختگی (۲۰۱۲)
11. کلاسیک جاودانه (۲۰۱۲)
12. کیک زشت (۲۰۱۲)
13. دو هفته (۲۰۱۳)
14. جونگ میونگ (۲۰۱۵)